# Pachygnatha atromarginata
Pachygnatha atromarginata là một loài nhện trong họ Tetragnathidae.
Loài này thuộc chi Pachygnatha. Pachygnatha atromarginata được miêu tả năm 1994 bởi Bosmans & Bosselaers.